# Szin
Szin es un pueblo ubicado en el distrito de Edelény, condado de Borsod-Abaúj-Zemplén, Hungría.

## Superficie
Posee una superficie de 18,10 kilómetros cuadrados.

## Demografía
Hasta 2022 la población era de 820 habitantes, con una densidad de población de 45,30 habitantes por kilómetro cuadrado.